# Oosterblokker
Oosterblokker ist eine Ortschaft in der niederländischen Gemeinde Drechterland. Eigentlich besteht die Ortschaft aus Westerblokker und Oosterblokker. Seit einer Gebietsreform im Jahr 1979 gehört Oosterblokker zur Gemeinde Drechterland. Westerblokker gehört zur Gemeinde Hoorn und wird nur noch als Blokker bezeichnet.